# Latinitas viva
Der Begriff Latinitas viva (Lebendiges Latein) bezeichnet eine im späten 19. Jahrhundert beginnende Bewegung, die den aktiven Gebrauch der lateinischen Sprache mündlich und schriftlich praktiziert und diesen Gebrauch eifrig propagiert. Die lateinische Vicipaedia ist eine Frucht dieser internationalen Bewegung. In Deutschland war der Benediktinermönch Caelestis Eichenseer (1924–2008) mit der 1965 von ihm mitbegründeten Zeitschrift Vox Latina einer der Propagatoren des aktiven Gebrauchs der lateinischen Sprache. Von Christian Helfer stammt das Lexicon auxiliare, von Karl Egger, dem Leiter des Officium Latinum der Römischen Kurie, stammt das Lexicon recentis Latinitatis. Gegenwärtig ist Wilfried Stroh einer der aktivsten Neulateiner.
Es gibt auch Radiosendungen in lateinischer Sprache, die Nuntii Latini („lateinische Nachrichten“) genannt werden.

## Gesellschaften
- Academia Latinitati Fovendae
- L.V.P.A. e. V. Latinitati Vivae Provehendae Associatio e. V.
- Sodalitas LVDIS LATINIS faciundis e. V.
- Melissa. Sodalitas perenni Latinitati dicata